# Bernd Karrenbauer

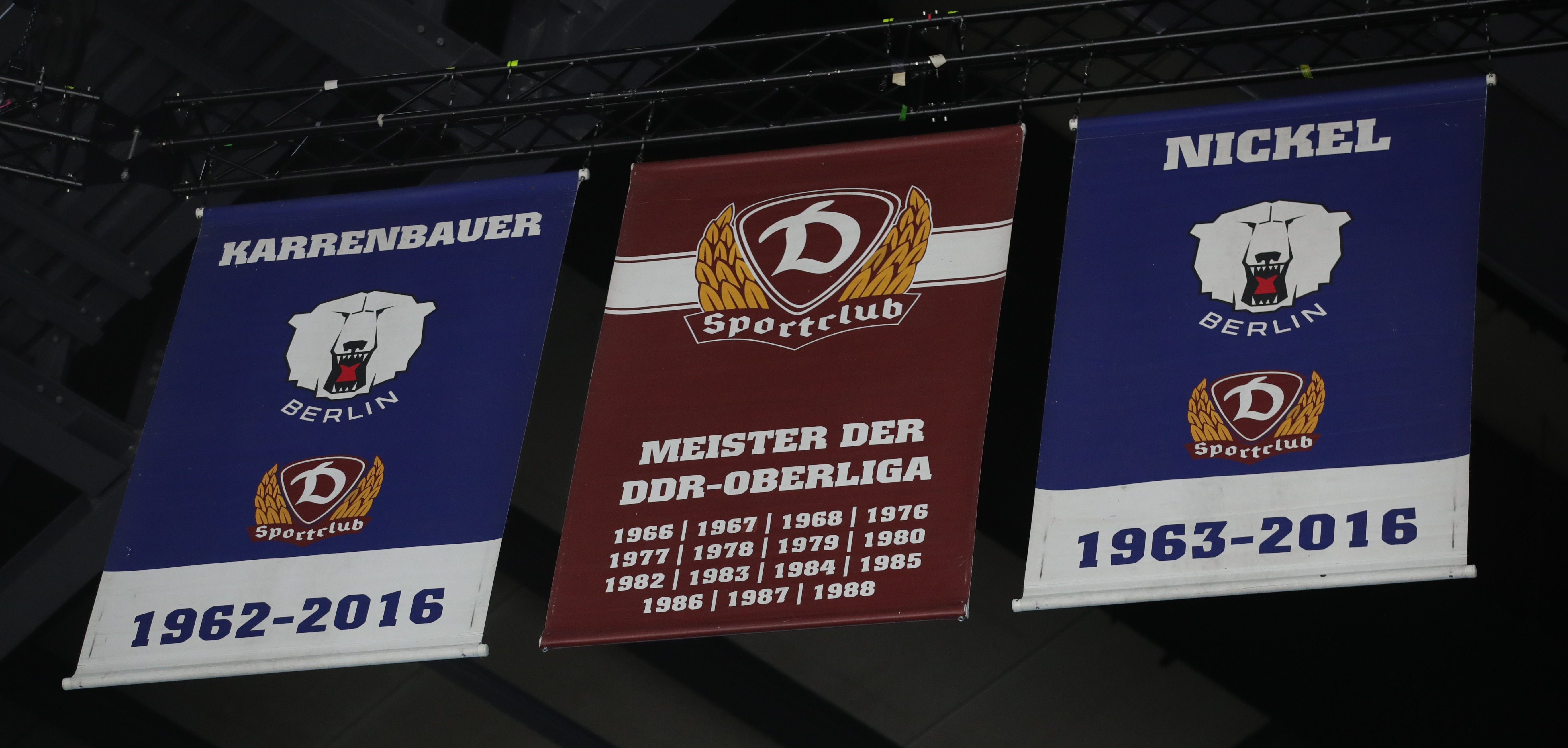
Karrenbauers Trikot unter dem Hallendach der Berliner Mercedes-Benz Arena

Bernd „Karre“ Karrenbauer (* 5. März 1944 in Rom, Mecklenburg) ist ein ehemaliger deutscher Eishockeyspieler. Er wurde mit dem SC Dynamo Berlin (heute Eisbären Berlin) drei Mal DDR-Meister und spielte 200 Mal für die DDR-Nationalmannschaft. Er wurde in die Hockey Hall of Fame Deutschland aufgenommen.

## Leben
Karrenbauer begann seine Eishockeykarriere bei der SG Dynamo Rostock, wo er in der Saison 1961/62 seine ersten Einsätze in der DDR-Oberliga hatte. Nach der Auflösung der Abteilung wechselte Karrenbauer zum SC Dynamo Berlin, wo er 13 Jahre, bis zu seinem Karriereende, blieb. 1966 gewann Karrenbauer mit Dynamo Berlin erstmals die Deutsche Meisterschaft, wobei Karrenbauer das Siegtor gegen den Serienmeister Dynamo Weißwasser erzielten konnte. 1967 und 1968 konnte Dynamo Berlin die DDR-Meisterschaft verteidigen.
1962 absolvierte Karrenbauer seine ersten Einsätze in der B-Nationalmannschaft. 1964 wurde Karrenbauer in die A-Nationalmannschaft berufen und nahm 1965 erstmals an einer Weltmeisterschaft teil. 1966 gewann er mit der Mannschaft Bronze bei der Europameisterschaft. 1968 nahm Karrenbauer mit der Nationalmannschaft an den Olympischen Winterspielen in Grenoble teil. 1975 beendete Karrenbauer seine aktive Karriere nach 200 Länderspielen, in denen er 47 Tore und 34 Assists erzielte.
Später arbeitet Karrenbauer als Assistenztrainer bei Dynamo bzw. Eisbären Berlin. Von 1993 bis 2015 arbeitete er als Materialwart für die Eisbären Berlin. In dieser Funktion taucht er auch beim Dokumentarfilm „Heimspiel“ auf.